# Музей Мінаса Аветисяна
Музей Мінаса Аветисяна — музей творчості вірменського художника Мінаса Аветисяна, розташований в його рідному селі Джаджур, Вірменія. Заснований у 1982 році, є філією Національної галереї Вірменії. Мінас Аветисян вважається однією з найзначніших постатей вірменського живопису другої половини XX століття. В музеї представлене зібрання робіт художника з його єреванської майстерні, а також добірка творів його сучасників.
У 1988 році будівля музею постраждала від землетрусу. Після відновлення будівлі музей знову відчинив двері для відвідувачів у 2003 році.

## Адреса
- Село Джаджур, марз Ширак, Вірменія.